# Gliedertiere
Die Einteilung der Lebewesen in Systematiken ist kontinuierlicher Gegenstand der Forschung. So existieren neben- und nacheinander verschiedene systematische Klassifikationen. 
Das hier behandelte Taxon ist durch neue Forschungen obsolet geworden oder ist aus anderen Gründen nicht Teil der in der deutschsprachigen Wikipedia dargestellten Systematik.
Im Konzept der Gliedertiere (Articulata) werden die beiden Taxa Ringelwürmer (Annelida) und Gliederfüßer (Arthropoda) zusammengestellt. Die Gruppe wurde erstmals von Georges Cuvier 1795 bei einem Vortrag vor der Société d’histoire naturelle de Paris (Pariser Gesellschaft für Naturgeschichte) als eine der Hauptgruppen des Tierreiches beschrieben (in Cuviers Konzept als eine von insgesamt vier solcher Hauptgruppen).
In der Folgezeit galten die Articulata als eine der morphologisch am besten gesicherten Abstammungsgemeinschaften innerhalb der Protostomia. Erst eine molekularbiologische Untersuchung aus dem Jahre 1997 ließ den Verdacht aufkommen, dass Ringelwürmer und Gliederfüßer keine Schwestergruppen seien, d. h. die Annahme eines Taxons „Articulata“ ungültig sein könnte. Dieses Resultat wurde auf molekularbiologischer Ebene wiederholt bestätigt, so dass die Gliederfüßer heute als Teil des neuen Taxons Häutungstiere (Ecdysozoa) aufgefasst werden.

## Häutungstiere (Ecdysozoa) statt Gliedertiere (Articulata)
Aufgrund molekularbiologischer Daten kann man die Gliederfüßer mit den Cycloneuraliern zu den Häutungstieren zusammenfassen.
Als Cycloneuralia werden
Nematoda (Fadenwürmer),
Nematomorpha (Saitenwürmer),
Loricifera (Korsetttierchen),
Priapulida (Priapswürmer) und
Kinorhyncha (Hakenrüssler)
zusammengefasst.
Die früher dazu gerechneten Gastrotricha (Bauchhärlinge) zählt man heute zu den Plattwurmartigen.
Das Taxon Häutungstiere lässt sich allerdings morphologisch nur sehr bedingt stützen. Gemeinsamkeiten (Synapomorphien) der Cycloneuralia mit Gliederfüßern sind:
- Der Besitz einer dreischichtigen Alpha-Cuticula unter Beteiligung von Chitin, welche in der Bildungsphase nach einer Häutung vergrößert wird.
- Häutungen werden durch Ecdyson (einem Steroidhormon) induziert.
- Der Verlust lokomotorischer Zilien

Die wichtigsten Gemeinsamkeiten von Gliederfüßern und Ringelwürmern sind:
- Ein Strickleiternervensystem mit einem Cerebralganglion im Kopf und einem Paar Ganglien mit ventraler Kommissur in jedem Segment.
- Die Gliederung des Körpers in ein Vorderende (Acron), ein Hinterende (Pygidium) und eine Zahl ursprünglich homonomer Segmente.
- Eine gleichartige Bildung und Anatomie dieser Segmente, die ursprünglich alle ein Paar Coelomsäcke, ein paar Metanephridien als Ausscheidungsorgane, ein Paar Ganglien des Strickleiternervensystems und ein Paar Extremitäten (oder deren Vorläufer, Parapodien) innehaben.
- Eine Cuticula mit Borsten.

Obwohl bei den höheren (oder Eu-)Arthropoda die Homonomie der Segmente stark abgewandelt wurde, unterstützen ontogenetische Untersuchungen weiterhin die Annahme der Homologie. Embryonal werden die Segmente der Gliederfüßer wie die der Anneliden angelegt. Bei den Cycloneuralia gibt es eine Gruppe, die einen gegliederten Körperbau aufweist, die Kinorhyncha. Aufgrund fehlender Homologiebelege werden ihre Körperabschnitte allerdings nicht als Segmente, sondern als Zonite bezeichnet, da sie weder Exkretionsorgane, noch Extremitätenvorläufer besitzen. Zudem besteht ihr Nervensystem aus 8–12 Marksträngen, nicht aus einem Strickleiternervensystem wie bei Articulaten.
Da allerdings auch 18S-rDNA-Untersuchungen die Nematoden und Verwandte zu den Gliederfüßern gruppieren, kann keines der beiden Konzepte als endgültig angesehen werden.
Es gibt außerdem eine Gruppe der Echinodermata, sowie ein Taxon schlosstragender Brachiopoden (Armfüßer), die Articulata genannt werden.

## Quelle
Spezielle Zoologie Teil 1: Einzeller und Wirbellose Tiere, W. Westheide und R. Rieger (Hrsg.) Spektrum 2006.